# 人生逆轉勝 (2016年大愛電視劇)
《人生逆轉勝》是一部描寫劉銘 的真實人生電視劇，由劉銘 、李淑楨 、庹宗華、柯素雲等演員領銜主演，於2016年6月15日在大愛電視20:00首播。

## 播出時間
以下時間以當地時間（台灣時間）為準

### 首播
| 片名       | 頻道       | 播放日期      | 播放時間                  |
| 人生逆轉勝 | 大愛電視台 | 2016年6月15日 | 20:00-20:49播出（無廣告） |
| 人生逆轉勝 | 大愛海外台 | 2016年6月15日 | 20:00-21:00播出（含廣告） |
| 人生逆轉勝 | 中天娛樂台 | 2016年6月15日 | 21:00-22:00播出（含廣告） |

### 重播
| 片名       | 頻道       | 播放日期      | 播放時間                  |
| 人生逆轉勝 | 大愛電視台 | 2016年6月15日 | 23:30-00:19播出（無廣告） |
| 人生逆轉勝 | 大愛電視台 | 2016年6月15日 | 03:00-03:49播出（無廣告） |
| 人生逆轉勝 | 大愛電視台 | 2016年6月15日 | 16:00-16:49播出（無廣告） |
| 人生逆轉勝 | 大愛海外台 | 2016年6月15日 | 02:00-03:00播出（含廣告） |
| 人生逆轉勝 | 大愛海外台 | 2016年6月15日 | 09:00-09:49播出（無廣告） |
| 人生逆轉勝 | 大愛海外台 | 2016年6月15日 | 11:00-12:00播出（含廣告） |
| 人生逆轉勝 | 中天娛樂台 | 2016年6月15日 | 11:00-12:00播出（含廣告） |

### 大愛會客室

#### 首播
| 片名       | 頻道       | 播放日期      | 播放時間        |
| 大愛會客室 | 大愛海外台 | 2016年6月15日 | 21:00-21:11播出 |
| 大愛會客室 | 大愛電視台 | 2016年6月15日 | 00:19-00:30播出 |
| 大愛會客室 | 大愛海外台 | 2016年6月15日 | 09:49-10:00播出 |

## 演員列表

### 主要演員
| 演員   | 角色         | 介紹 | 登場集數            |
| 劉銘   | 劉銘(成年)   | 本劇男主角，個性開朗樂觀，說話風趣幽默，3歲時罹患小兒麻痺，導致全身嚴重癱瘓，四肢萎縮，只能以輪椅代步，9歲時為了讀書並學習一技之長，被父親從埔里送往台北的廣慈育幼院。在長大出社會後，起初劉銘飽受社會現實的殘酷打擊，不論工作面試或感情生活皆然，但劉銘總是屢仆屢起，絕不放棄，不僅成為知名的廣播節目主持人，1994年榮獲第32屆中華民國十大傑出青年的肯定。1996年與李燕搭檔的廣播節目「愛的路上你和我」榮獲第31屆金鐘獎「公共服務節目獎」殊榮。劉銘一路上也認識了許多的殘障朋友，在弟弟劉均提議下於2005年成立了「混障綜藝團」，並且擔任團長，團員集合不同障別的朋友至各地表演，一方面鼓勵那些身體有缺陷的朋友要勇敢樂觀面對人生。 | 第1集 第4集－第23集 |
| 陳昱丞 | 劉銘(青年)   | 本劇男主角，個性開朗樂觀，說話風趣幽默，3歲時罹患小兒麻痺，導致全身嚴重癱瘓，四肢萎縮，只能以輪椅代步，9歲時為了讀書並學習一技之長，被父親從埔里送往台北的廣慈育幼院。在長大出社會後，起初劉銘飽受社會現實的殘酷打擊，不論工作面試或感情生活皆然，但劉銘總是屢仆屢起，絕不放棄，不僅成為知名的廣播節目主持人，1994年榮獲第32屆中華民國十大傑出青年的肯定。1996年與李燕搭檔的廣播節目「愛的路上你和我」榮獲第31屆金鐘獎「公共服務節目獎」殊榮。劉銘一路上也認識了許多的殘障朋友，在弟弟劉均提議下於2005年成立了「混障綜藝團」，並且擔任團長，團員集合不同障別的朋友至各地表演，一方面鼓勵那些身體有缺陷的朋友要勇敢樂觀面對人生。 | 第3集－第4集        |
| 蔡瑞澤 | 劉銘(童年)   | 本劇男主角，個性開朗樂觀，說話風趣幽默，3歲時罹患小兒麻痺，導致全身嚴重癱瘓，四肢萎縮，只能以輪椅代步，9歲時為了讀書並學習一技之長，被父親從埔里送往台北的廣慈育幼院。在長大出社會後，起初劉銘飽受社會現實的殘酷打擊，不論工作面試或感情生活皆然，但劉銘總是屢仆屢起，絕不放棄，不僅成為知名的廣播節目主持人，1994年榮獲第32屆中華民國十大傑出青年的肯定。1996年與李燕搭檔的廣播節目「愛的路上你和我」榮獲第31屆金鐘獎「公共服務節目獎」殊榮。劉銘一路上也認識了許多的殘障朋友，在弟弟劉均提議下於2005年成立了「混障綜藝團」，並且擔任團長，團員集合不同障別的朋友至各地表演，一方面鼓勵那些身體有缺陷的朋友要勇敢樂觀面對人生。 | 第1集－第3集        |
| 李淑楨 | 陳淑華(成年) | 本劇女主角，劉銘妻子，為人善良老實，且富有正義感，與劉銘就讀同所高中進而認識，淑華原本個性內向，缺乏自信，高中畢業後，淑華在家裡的中藥行幫忙顧店，她有較多時間陪劉銘講電話聊天進而熟絡，感情也越來越濃厚。受劉銘的影響與鼓勵，漸漸變得勇敢，與劉銘結婚後，加上照顧女兒也任勞任怨，毫不喊累，可說是劉銘最大的支柱。淑華本性低調，即使劉銘日後有了成就與名氣，淑華鮮少與劉銘一起在媒體上曝光，甘願做劉銘背後的偉大推手，推著劉銘邁向人生高峰。 | 第5集－第23集       |
| 黎沛婕 | 陳淑華(青年) | 本劇女主角，劉銘妻子，為人善良老實，且富有正義感，與劉銘就讀同所高中進而認識，淑華原本個性內向，缺乏自信，高中畢業後，淑華在家裡的中藥行幫忙顧店，她有較多時間陪劉銘講電話聊天進而熟絡，感情也越來越濃厚。受劉銘的影響與鼓勵，漸漸變得勇敢，與劉銘結婚後，加上照顧女兒也任勞任怨，毫不喊累，可說是劉銘最大的支柱。淑華本性低調，即使劉銘日後有了成就與名氣，淑華鮮少與劉銘一起在媒體上曝光，甘願做劉銘背後的偉大推手，推著劉銘邁向人生高峰。 | 第3集－第4集        |
| 庹宗華 | 劉樹田       | 劉銘父親，擔任數學老師職務，話不多，個性踏實，謹守本分，劉樹田不希望劉銘的殘障而對他過度溺愛，反而忍著錐心之痛將劉銘送到台北廣慈育幼院學習，並且堅持前半年不探望、不聯絡，就是為了讓劉銘獨立，將來好自立更生。對劉銘的照顧與關愛總是做得多，說得少，不過許多時候當劉銘迷惘時，劉爸爸總是能成為劉銘最好的心靈導師，指點劉銘迷津。 | 全劇                |
| 柯素雲 | 劉張秀梅     | 劉銘母親，刻苦耐勞，樂天知命，熱心但難藏住內心話，劉張秀梅一直認為是自己疏忽，在劉銘發燒時未第一時間去看醫生，才導致劉銘之後引發小兒麻痺，所以總是對劉銘心懷愧疚。在劉銘年輕時，為了貼補家用到工廠當女工，最大心願是可以存到足夠的錢，治好劉銘的病。直到劉銘當上廣播人、完成婚姻大事與成立「混障綜藝團」之後，開始以劉銘為最大的驕傲。 | 全劇                |

### 其他演員
| 演員   | 角色       | 介紹 | 登場集數                                                 |
| 李志文 | 大強       | 劉銘在台北廣慈博愛育幼院的好朋友，個性成熟懂事，刀子嘴豆腐心，面對人生困境，講話語氣較注重於生活現實層面。 | 第1集－第3集                                             |
| 慕鈺華 | 楊錦惠     | 陳淑華母親，覺得劉銘是一位不錯的青年，起初覺得淑華嫁給劉銘往後日子會很辛苦些許反對，之後被劉銘的誠意打動，答應淑華與劉銘婚事。 | 第6集 第8集－第14集 第16集－第17集                       |
| 鄭平君 | 陳父       | 陳淑華父親，對劉銘印象不錯，也覺得劉銘是一位不錯的青年，相當尊重自己的女兒陳淑華嫁給劉銘的決定。 | 第6集 第8集－第14集 第16集－第17集                       |
| 吳皓昇 | 劉均(成年) | 劉銘二弟，學生時期興趣是打籃球，也曾帶劉銘一起練球，打從心裡以大哥劉銘為榜樣，成年後成立電子公司擔任老闆，並在公司設立基金會與獎助學金來回饋社會，也是協助成立了「混障綜藝團」重要推手之一。                                                                            | 第4集－第6集 第12集－第17集 第19集 第23集                |
| 胡利   | 陳淑玲     | 陳淑華的姊姊，在自己的妹妹淑華遇到人生困境時，會適時的點出問題解決方針與給予適當意見，在混障綜藝團到處各地演出時，也親力親為的協助幫忙。 | 第5集－第6集 第8集－第10集 第13集－第14集 第19集－第23集 |
| 樊騰清 | 彭康福     | 劉銘好友，混障綜藝團團員，雖然是視障，但卻精通各種樂器，可以一人同時表演多種樂器，被號稱是「一人大樂隊」，個性忠厚老實，說話幽默。很早就跟著劉銘四處表演，把劉銘視為自己的貴人。已婚育有兩子，孩子是阿福最大的動力，也是最大的幸福來源。                                | 第1集 第9集－第23集                                      |
| 黃采儀 | 劉麗紅     | 劉銘好友，混障綜藝團團員，常尊稱劉銘為大哥，幼時因罹患小兒麻痺，導致不良於行，得借助鐵架、鐵鞋行走。麗紅樂觀開朗，外型打扮亮麗，行事作風爽朗豪邁讓人留下深刻的印象，但心思細膩像個團裡的大姊，總是能注意到團員裡的細微的反應，並且主動關心團員。                        | 第1集 第9集－第23集                                      |
| 吳鈴山 | 陳濂僑     | 劉銘好友，混障綜藝團團員，3歲時因生病失去了聽力，從此進入無聲世界，會手語，也能讀懂些許唇語，更是默劇表演的高手，常在劉銘的演講內容中間穿插表演，臉上時常掛著明亮的笑容，濂僑雖然聽不見，卻很善解人意，總是能「讀懂」劉銘心裡在想什麼。                                 | 第1集 第9集－第23集                                      |
| 郭韋齊 | 郭韋齊     | 劉銘好友，混障綜藝團團員，7歲時候因病截去了四肢，但從未放棄自己，19歲時入團是團裡年紀最輕的成員，臉上永遠掛著甜美笑容，大家都稱她「微笑天使」，韋齊多才多藝，會跳舞與彈鋼琴。在2014年完成了攀登玉山與2015年騎單車環島等創舉，同年榮獲第53屆中華民國十大傑出青年的肯定。 | 第22集－第23集                                           |
| 莊雲麟 | 程志賢     | 劉銘好友，混障綜藝團團員，因罹患腦性麻痺言行比一般人稍有些遲緩，但志賢努力學會能獨立自主打理一切，因在阿福的一次不小心跌倒受傷無法演出的情況下，劉銘趕緊找來救兵程志賢代打演出，也讓志賢有了自信心加入混障綜藝團參與從事歌唱演繹。                                      | 第19集－第23集                                           |
| 王蜀蕎 | 王蜀蕎     | 劉銘好友，混障綜藝團團員，善於舞蹈表演，綽號叫薯條，在9歲時候幫忙周阿姨使用絞豬肉機器不慎意外失去左前臂。 | 第19集 第23集                                            |
| 楊采蓉 | 楊采蓉     | 劉銘好友，混障綜藝團團員，擅長歌唱舞蹈的演出，在1歲時候被火車輾過導致幾乎整隻左手臂截肢。 | 第19集 第23集                                            |
| 林靖淋 | 林靖淋     | 劉銘同班同學，邀請劉銘一起去上課 | 第1集 第4集                                              |
| 賈孝國 | 老莫       | 年輕時常與牌友打麻將，在一次偶然看到混障綜藝團的表演後，就很欣賞與佩服成員們面對人生的態度，日後也成為混障綜藝團的服務志工。 | 第19集－第23集                                           |

### 客串演員
| 演員   | 角色     | 介紹 | 登場集數                    |
| 班鐵翔 | 梁伯伯   | 劉銘家的隔壁鄰居，擔任學校教師職務。                                                                         | 第1集                       |
| 羅思琦 | 草藥師   | 劉銘母親請來醫治劉銘的中醫草藥師。                                                                           | 第1集                       |
| 何曼寧 | 李老師   | 台北廣慈博愛育幼院的科任導師。                                                                               | 第1集－第4集                |
| 鄭伃婷 | 津美     | 陳淑華與慧卿高中學生時期的好朋友。                                                                           | 第3集－第4集                |
| 杜柏諭 | 小胖     | 劉銘高中學生時期的好朋友。                                                                                   | 第3集－第4集                |
| 許翼川 | 悟空     | 劉銘高中學生時期的好朋友。                                                                                   | 第3集－第4集                |
| 鍾倫理 | 熊警衛   | 廣播電台警衛，劉銘在廣播電台上班時，會貼心地從旁協助。                                                       | 第7集                       |
| 何璦芸 | 台長     | 廣播電台主任台長，賞識劉銘在廣播電台節目上的敬業態度。                                                       | 第7集                       |
| 朱安茹 | 李燕     | 廣播電台節目「愛的路上你和我」搭檔主持人，1996年更以此廣播節目與劉銘榮獲第31屆金鐘獎「公共服務節目獎」殊榮。 | 第7集－第9集 第11集－第12集 |
| 戴若梅 | 志賢母   | 程志賢母親。                                                                                                 | 第19集－第23集              |
| 元六   | 志賢父   | 程志賢父親。                                                                                                 | 第20集－第21集              |
| 張昌緬 | 韋齊媽   | 郭韋齊母親。                                                                                                 | 第22集－第23集              |
| 曾安榕 | 小黑老師 | 在雙十國慶典禮上，「混障綜藝團」表演大旗舞的指導老師。                                                       | 第23集                      |

## 電視劇歌曲
| 曲別   | 歌名     | 演唱者 | 作詞   | 作曲   |
| 主題曲 | 輪轉人生 | 盧學叡 | 蕭菊貞 | 陳宗緯 |

## 大愛會客室名單
| 集數  | 日期          | 來賓                 |
| 第1集 | 2016年6月15日 | 顧文珊、劉銘、李淑楨 |
| 第2集 | 2016年6月16日 | 劉銘、蔡瑞澤         |

## 外部連結
- [永久]－大愛戲劇
- 大愛劇場的Facebook專頁

| 大愛電視台 週一至週日 20:00-20:49        | 大愛電視台 週一至週日 20:00-20:49          | 大愛電視台 週一至週日 20:00-20:49 |
| ---------------------------------------- | ------------------------------------------ | --------------------------------- |
|                                          | 人生逆轉勝 （2016年6月15日－2016年7月7日） |                                   |
| 家有滿子 （2016年5月6日－2016年6月14日） | 我和我母親 （2016年7月8日－2016年8月13日） |                                   |

| 中天娛樂台 週一至週日 21:00-22:00        | 中天娛樂台 週一至週日 21:00-22:00          | 中天娛樂台 週一至週日 21:00-22:00 |
| ---------------------------------------- | ------------------------------------------ | --------------------------------- |
|                                          | 人生逆轉勝 （2016年6月15日－2016年7月7日） |                                   |
| 家有滿子 （2016年5月6日－2016年6月14日） | 我和我母親 （2016年7月8日－2016年8月13日） |                                   |